# Семиязычный словарь музыкальных терминов
Семиязычный словарь музыкальных терминов (лат. Terminorum musicae index septem linguis redactus) — терминологический словарь, выпущенный под эгидой Международной ассоциации музыкальных библиотек, Венгерской академии наук и издательства Беренрайтер в 1978 году. Содержит музыкальные термины на русском, немецком, английском, французском, итальянском, испанском и венгерском. Главный редактор — Хорст Лёйхтман, редакторы русского отдела — Гита Балтер и Наталья Малина. В большое Приложение (с. 740—798) включены иллюстрации, наглядно демонстрирующие — на всех языках словаря — конструктивные детали музыкальных инструментов и элементы нотной графики.
Несмотря на ограниченность лексики (словарь лишь в незначительной степени охватывает термины современной техники композиции, а также не содержит лексикографической основы большинства из представленных языков — латинских терминов), историческое значение Семиязычного словаря велико. Это издание — первый опыт систематического сравнительного исследования терминов и понятий музыкальной науки сразу в нескольких научных традициях, трудная и ответственная работа, которая способствовала интеграции русского музыкознания в контекст мировой науки.

## Библиографическое описание
- Terminorum musice index septem linguis redactus. Rédacteur en chef Horst Leuchtmann. Kassel, Basel, Tours, London, 1978. 806 p. ISBN 3-7618-0553-5